# 1714 en philosophie
Chronologie de la philosophie
- 1710
- 1711
- 1712
- 1713
- 1714
- 1715
- 1716
- 1717
- 1718

L’année 1714 a été marquée, en philosophie, par les événements suivants :

## Publications
- Fénelon :  Lettre sur les occupations de l'Académie (1714) ;

- Gottfried Wilhelm Leibniz : 
  - La Monadologie est une œuvre philosophique traitant de métaphysique écrite en français.
  - Principes de la nature et de la grâce fondés en raison.

- John Toland (libre-penseur) : Reasons for Naturalising the Jews in Great Britain and Ireland on the same foot with all Other Nations (77 pages). Traduction : Raisons de naturaliser les juifs, PUF, 1998, 194 p.

## Naissances
- 24 mars à Matera : Emanuele Duni, mort le novembre 1781 à Naples, est un juriste et philosophe italien.